# Историјска целина „Стари центар Врањева” у Новом Бечеју
Просторна културно-историјска целина „Стари центар Врањева” налази се у северном делу Новог Бечеја, на левој обали Тисе. Ова вредна и значајна амбијентална целина поседује урбанистичке, архитектонско-стилске и културно-историјске вредности. Врањево је у прошлости означавало центар културног и духовног живота Срба у северном Банату, које се налазило у склопу Аустријске и Аусто-Угарске царевине у XVIII, XIX и почетком XX века. Са вредним градитељским наслеђем и историјом места који најважније догађаје бележи у саставу Великокикиндског диштрикта (1774-1876), пример је јасно дефинисаног географског и духовног простора једног народа и на најбољи начин сведочи о његовој потреби за очувањем националног, верског, политичког и културног идентитета.

## Обухват просторне културно-историјске целине
Просторна културно – историјска целина „Стари центар Врањева” обухвата улице Рајка Ракочевића, Јосифа Маринковића и Светозара Марковића. Kуће у главној Улици Јосифа Маринковића су приземне, подигнуте углавном током XIX века до Првог светског рата, са углавном очуваним аутентичним изгледом и парцелацијом.
У оквиру просторне културно-историјске целине појединачно су утврђени следећи објекти за непокретна културна добра, односно споменике културе од великог значаја:
- Српска православна црква светог Јована Претече саграђена је почетком XIX века у духу класицизма на месту старе цркве од плетера подигнуте још средином XVIII века. Kласицистички иконостас рад је сликара Јефтимија Поповића, између 1834. и 1836. године.

- Стара општинска зграда саграђена је 1824. године, у стилу поједностављене, сеоске варијанте класицизма.

- Kућа Владимира Главаша саграђена је у првој половини XIX века, у стилу поједностављене варијанте класицизма. Уређење и опрема ентеријера је у бидермајер стилу.

У градитељском наслеђу старог центра Врањева посебно место припада и осталим значајним објектима:
- Крст на раскрсници Улица Јосифа Маринковића и Рајка Ракочевића, подигнут 1841. године;
- Зграда старе школе из 1824. године;
- Римокатоличка црква из 1902/3. године;
- Парохијски дом СПЦ, подигнут почетком XX века у Улици Јосифа Маринковића бр. 63;
- Кућа из друге половине XIX века у Улици Јосифа Маринковића бр. 65;
- Кућа из двадесетих година XX века у Улици Јосифа Маринковића бр. 67;
- Кућа подигнута крајем XIX века у Улици Јосифа Маринковића бр. 75;
- Зграда школе подигнута крајем XIX века у Улици Јосифа Маринковића бр. 79;
- Кућа изграђена око средине XIX века у Улици Јосифа Маринковића бр. 81-85;
- Кућа са почетка XX века на раскрсници Улица Рајка Ракочевића и Јосифа Маринковића бр. 76;
- Кућа трговца Радивојевића из друге половине XIX века у Улици Јосифа Маринковића бр. 78;
- Кућа са дућаном Јанковића из друге половине XIX века у Улици Јосифа Маринковића бр. 80;
- Кућа са апотеком из тридесетих година XX века, на углу улица Светозара Марковића бр. 25 и Јосифа Маринковића;
- Кућа из друге половине XIX века у Улици Јосифа Маринковића бр. 84;
- Кућа подигнута почетком XX века у Улици Јосифа Маринковића бр. 86[1];

## Галерија
- Крст на тргу у Врањеву
- Зграда старе школе у Врањеву
- Римокатоличка црква у Врањеву
- Кућа у Јосифа Маринковића 65
- Кућа у Јосифа Маринковића 67
- Кућа у Јосифа Маринковића 75
- Зграда школе у Врањеву
- Кућа у Јосифа Маринковића 81-83
- Кућа у Јосифа Маринковића 76
- Кућа у Јосифа Маринковића 78
- Кућа са старом радњом у Врањеву
- Кућа са котарком у Врањеву
- Кућа сецесија у Врањеву